# Millican (Texas)
Pour les articles homonymes, voir Millican.
Millican est une ville située au sud du comté de Brazos, au Texas, aux États-Unis,. La ville est incorporée en 1864.

## Démographie
Lors du recensement de 2010, la ville comptait une population de 240 habitants. Elle est estimée, le 1er juillet 2019, à 248 habitants.

### Source de la traduction
- (en) Cet article est partiellement ou en totalité issu de l’article de Wikipédia en anglais intitulé « Millican, Texas » (voir la liste des auteurs).